# Carioca Arena 1
Carioca Arena 1 är en arena belägen i stadsdelen Barra da Tijuca i västra Rio de Janeiro. Under Olympiska sommarspelen 2016 kommer tävlingar i basket att äga rum i arenan. Efter spelen kommer den att användas som en träningsanläggning för olika typer av sport.